# Варзугский заказник
Ва́рзугский зака́зник — государственный природный биологический (рыбохозяйственный) заказник регионального значения на Кольском полуострове, Мурманской области.

## История
Варзугский рыбохозяйственный заказник был создан 10 ноября 1982 года приказом № 514. Мурманского областного Совета народных депутатов.
В 2000 году был переименован.

## Расположение
Расположен на территории Терского и Ловозерского районов. Включает в себя Кицу — правый приток Варзуги, до озера Кицкое, включая озеро Питиримец и само озеро Кицкое, реку Варзуга, начиная от места, где в неё впадает Серга и заканчивая местом, где, после впадения в неё речки Канев, заканчиваются пороги Ревуй, приток Варзуги Юзия до того места, где она делает резкий изгиб на восток, приток Варзуги Пана до места, где в неё впадает речка Обухалово и приток Паны Индель до впадения в одноимённое озеро. Под охраной находятся как реки, так и прибрежные участки, по 1000 метров вдоль рек Варзуга, Пана, Индель, Кица и озера Кицкое и 500 метров вдоль Юзии. Общая площадь — 450 км² по документам и 447,7 км² по карте.

## Описание
В его цели входит проведение научно-исследовательских работ и мероприятий по сохранению популяции семги, изучение и охрана мест обитания и численности европейской жемчужницы, сохранение природных ландшафтов прибрежных полос рек и предотвращение загрязнения реки Варзуга и её притоков. Сенокошение, сбор ягод и грибов и лов рыб на территории заказника разрешены только для жителей сел Варзуга и Кузомень и для колхоза «Всходы коммунизма». Туризм и другие формы отдыха запрещены.
Главные объекты охраны — европейская жемчужница и сёмга. Помимо этого, в заказнике встречаются и находятся под охраной: из рыб — елец, из птиц — орлан-белохвост, скопа, журавль, бородатая неясыть и оляпка, из зверей — росомаха, рысь, выдра, ласка и северный кожанок, из пресмыкающихся — живородящая ящерица и гадюка. Кроме того, здесь произрастает 380 видов растений из 66 семейств. В прибрежных зонах — редкостойные северотаёжные и сфагновые леса, ели (58 %), сосны (36 %) и берёзы (6 %). Из растений 7 видов занесены в Красную книгу Мурманской области и 2 вида — в Красную книгу России. Многие участки заказника заболочены.
Заказник охраняется правительством Мурманской области, управлением «Мурманрыбвод» и колхозом «Всходы коммунизма» (при поддержке воинских подразделений). Однако, несмотря на это, на охраняемых землях регулярно наблюдается незаконная вырубка леса, браконьерство и следы пребывания туристов (Варзуга — популярное место среди любителей сплава по рекам).